# Полковой комиссар
Полковой комиссар — в ВС Союза ССР специальное воинское звание для старшего военно-политического состава Красной Армии и Флота в 1935—1942 годах.

## История
Специальное звание введено постановлениями ЦИК СССР И СНК СССР от 22 сентября 1935 года одновременно с другими персональными воинскими званиями. Предшествующее звание до 30 июля 1940 года — батальонный комиссар, после — старший батальонный комиссар в РККА, и батальонный комиссар — в ВМФ СССР. Следующее по рангу — бригадный комиссар.
В РККА соответствовало воинскому званию полковника.
Для звания полковой комиссар был установлен знак различия в виде 4-х прямоугольных «шпал» в петлицах (до 30 июля 1940 года — три прямоугольные «шпалы»), как и у полковника, без эмблемы рода войск до 30 июля 1940 года, и с эмблемой рода войск после; общая для политработников всех званий красная звезда с серпом и молотом, нашитая на обоих рукавах выше обшлага (1 августа 1941 года ношение таких нашивок было отменено). На флоте — в виде 4-х средних золотых галунов (как у капитана 2-го ранга) с красными просветами и красной звездой с золотой окантовкой.

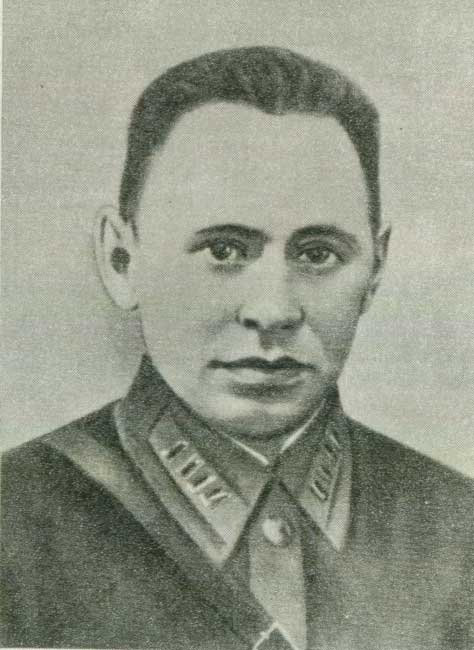
Полковой комиссар Е. М. Фомин, герой обороны Брестской крепости (1941)

Наравне с командиром полковой комиссар являлся прямым начальником всего личного состава части и нёс полную ответственность за политико-моральное состояние полка, за выполнение воинского долга и проведение воинской дисциплины всем личным составом части, за боевую и мобилизационную готовность, за состояние вооружения и войскового хозяйства полка.
Решением ГКО СССР от 9 октября 1942 года институт военных комиссаров был ликвидирован, и все комиссары получили армейские и флотские звания на ступень или несколько ниже.
| младшее звание: Батальонный комиссар                                 | Полковой комиссар | старшее звание: Бригадный комиссар |
| младшее звание после 30 июля 1940 года: Старший батальонный комиссар | Полковой комиссар | старшее звание: Бригадный комиссар |

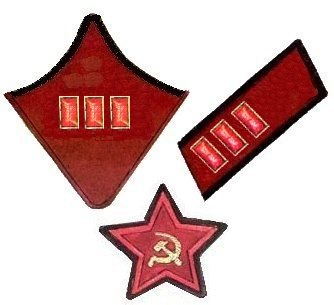
Знаки различия полкового комиссара РККА (1935—1940)